# Рево
Рево (итал. Revò) је насеље у Италији у округу Тренто, региону Трентино-Јужни Тирол.
Према процени из 2011. у насељу је живело 1115 становника. Насеље се налази на надморској висини од 745 м.

## Становништво
Према резултатима пописа становништва 2011. у општини је живело 1.265 становника.
| 1931. | 1936. | 1951. | 1961. | 1971. | 1981. | 1991. | 2001. | 2011. |
| ----- | ----- | ----- | ----- | ----- | ----- | ----- | ----- | ----- |
| 1.336 | 1.372 | 1.448 | 1.260 | 1.211 | 1.163 | 1.166 | 1.207 | 1.265 |